# بتو (بازیکن فوتبال پرتغالی، زاده ۱۹۷۶)
بتو (انگلیسی: Beto؛ زادهٔ ۳ مهٔ ۱۹۷۶) یک بازیکن فوتبال اهل پرتغال است.
وی همچنین در تیم ملی فوتبال پرتغال بازی کرده‌است.